# Doiichthys novaeguineae
Doiichthys novaeguineae — вид монотипного роду Doiichthys родини Арієві ряду сомоподібних. Певний час зараховувався до роду Nedystoma.

## Опис
Загальна довжина становить 15 см. Голова конусоподібна. Очі помірно великі. Верхня щелепа трохи піднята догори. Є 3 пари вусів, з яких нижня пара доволі довга. Тулуб кремезний, звужується до хвоста. Спинний плавець високий, широкий, з короткою основою та 7 м'якими променями та 1 жорстким променем. Грудні та черевні плавці витягнуті, з короткою основою. Жировий плавець середньої довжини. Анальний плавець великий і довгий, з 29—33 м'якими променями. Хвостовий плавець розвинений, сильно розділено, кінці сильно витягнуті.

## Спосіб життя
Є демерсальною рибою. Зустрічається у солонуватих та прісних водоймах, з каламутною водою. Цей сом активний у присмерку. Живиться личинками водних комах.

## Розповсюдження
Мешкає у водоймах Нової Гвінеї.